# Halle an der Saale

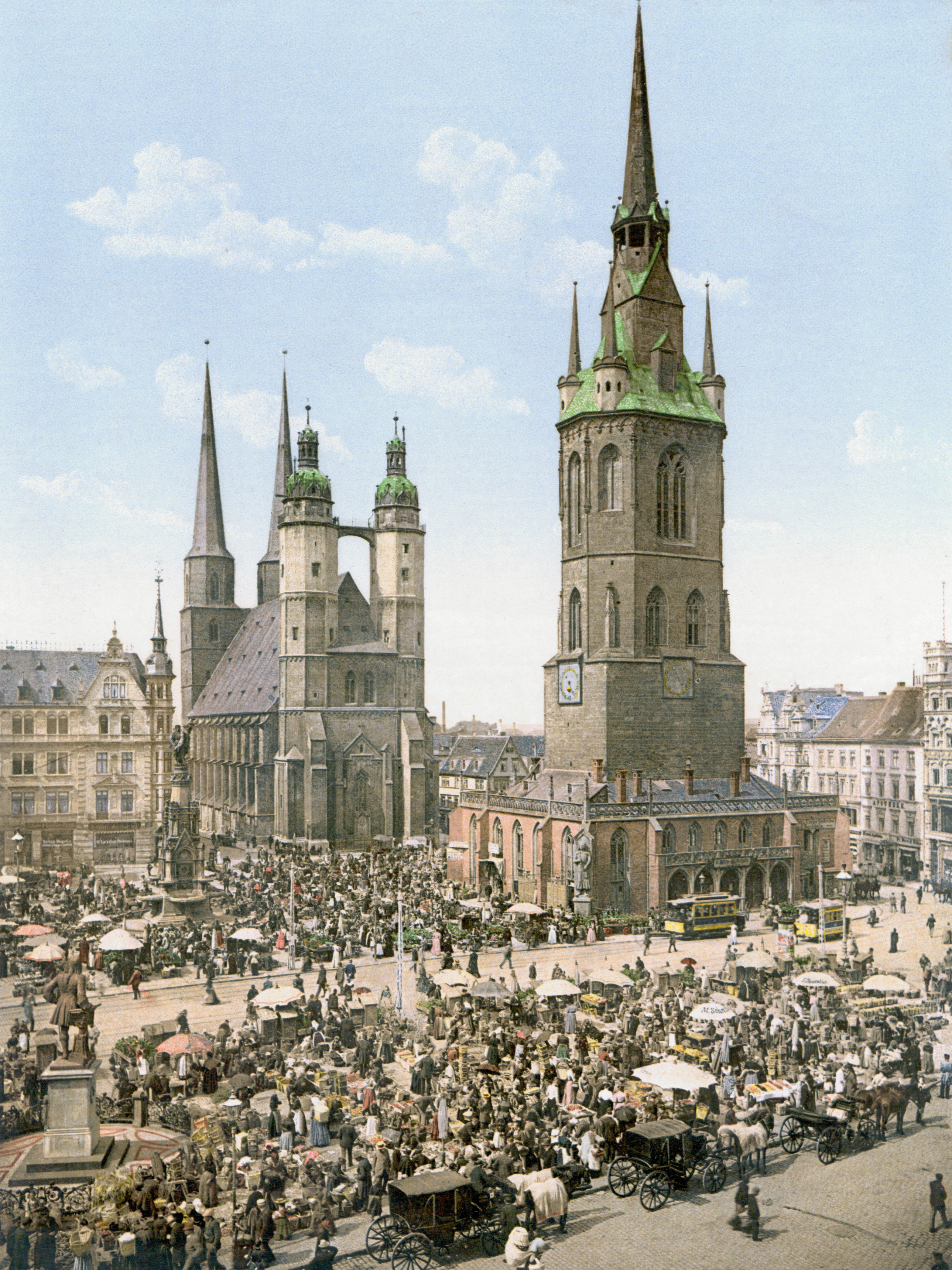
Halle omkring 1900

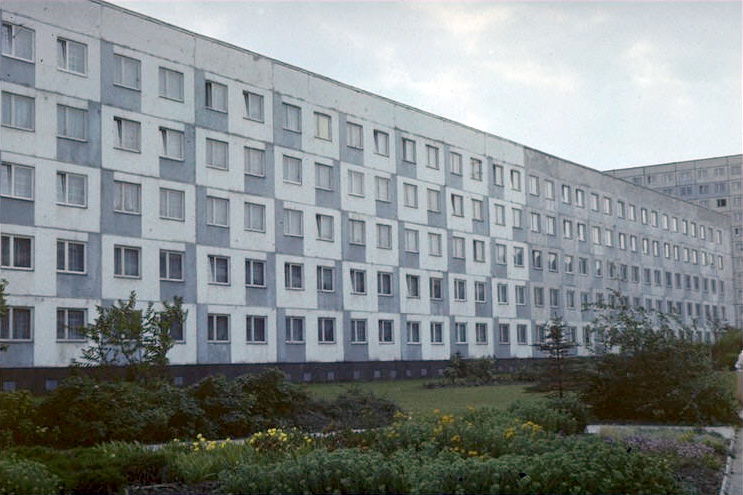
Plattenbau i Halle an der Saale 1978.

Halle (Saale), Halle an der Saale, en kretsfri stad, är det tyska förbundslandet Sachsen-Anhalts största stad, belägen vid floden Saale. Den ligger i förbundslandets sydligaste del, cirka 35 kilometer nordväst om grannstaden Leipzig i Sachsen. Tillsammans med Leipzig bildar staden centrum i Mellersta Tysklands storstadsregion (Metropolregion Mitteldeutschland) dit även de omgivande städerna Chemnitz, Zwickau, Dessau-Rosslau, Jena och Gera räknas.
Halle är universitetsstad och tillsammans med Wittenberg ett av två säten för Martin-Luther-Universität Halle-Wittenberg, ett av Tysklands historiskt mest betydande universitet som var ett centrum för upplysningen och pietismen i Tyskland. Staden är känd för sin välbevarade historiska innerstad, med många Gründerzeit-byggnader.
Halle var från 1800-talet fram till och med 1990 en betydande industristad i Tyskland och DDR, men har efter landets återförening tappat 25 procent av sin befolkning under åren 1990–2008, till följd av fabriksnedläggningar och utflyttning.

## Historia
Halle omnämns första gången 806 då ett kastell vid Halle omnämns – ad locam qui vocatur Halla. 1281 omnämns Halle för första gången som en hansestad.
1484–1503 byggdes slottet Moritzburg.
Under Trettioåriga kriget ockuperades staden 1625 av Wallensteins trupper. 1633 kontrollerades Halle av Sverige.1680 blev Halle liksom hela ärkebiskopsdömet Magdeburg övertaget av kurfurstendömet Brandenburg och blev 1701 en del av Kungariket Preussen. Fram till 1714 var Halle huvudstad i Hertigdömet Magdeburg. Under Napoleonkrigen intogs Halle 1806 av franska trupper som ockuperade staden. 1890 hade Halle över 100 000 invånare. Samma år invigdes en ny modern järnvägsstation och 1891 var Halle den första tyska staden med elektrifierad spårväg.
Under andra världskriget tvingades fångar från av Tyskland ockuperade områden att arbeta i rustningsindustrin i Halle, bland annat Siebel Flugzeugwerke. De satt i lägret Birkhahn. I Halle fanns även ett fängelse som användes för avrättningar. Under bombningarna av staden förstördes omkring 3600 byggnader, bland annat Marktkirche, St. Georgen-Kirche, Altes Rathaus och stadsteatern. I jämförelse med andra tyska storstäder kom dock Halle att undgå fullständig förödelse, och de äldre delarna av innerstaden har till stor del behållit sitt utseende från före andra världskriget. I april 1945 intogs staden av amerikanska trupper. I samband striderna sköt amerikanskt artilleri bland annat ner Roter Turm. Nio broar sprängdes i samband med att Halle skulle försvaras av tyska trupper.

### DDR-tiden
Halle blev huvudstad i provinsen Sachsen som 1947 blev en del av Sachsen-Anhalt. När delstaterna ersattes av distrikt (Bezirke) 1952 blev Halle huvudstad i Bezirk Halle. Stadens gamla rådhus och rådhusvågen revs i slutet av 1940-talet. Under 1960-talet revs även börsen på Marktplatz och utanför stadskärnan byggdes stora områden som Wohnstadt-Süd, Wohnstadt Nord och Silberhöhe – 20 000 lägenheter för mer än 50 000 invånare. Det största bostadsprojektet blev Chemiearbeiterstadt Halle-West. Området Halle-West blev som Halle-Neustadt en egen stad 1967 men inkorporerades 1990. Halle expanderade genom kemiindustrin vid verken Leuna och Buna. Samtidigt förföll den gamla staden.

### Efter 1989
Efter 1990 upplöstes Bezirk Halle och Halle slogs samman med Halle-Neustadt. 1990–2005 förlorade Halle 80 000 invånare genom utflyttning, en utveckling som tagits upp i projektet och utställningen IBA Stadtumbau 2002–2010 och är ett exempel på fenomenet med krympande städer ("Shrinking cities"). Sedan 2010 har invånarantalet stabiliserats.
2006 firade Halle 1200-årsjubileum.

## Kultur och vetenskap
Kompositören Georg Friedrich Händel föddes i Halle 1685. Vid 17 års ålder verkade han som organist i stadens domkyrka tills han 1703 flyttade till Hamburg, där han fått en tjänst vid operan. Större delen av sitt liv verkade han därefter i England. I kompositörens födelsehus, Händel-Haus, finns ett museum över hans liv och verk.
I staden finns ett av Tysklands äldsta universitet, Martin-Luther-Universität Halle-Wittenberg, vars Halle-del grundades 1694 medan Wittenberg-delen grundats redan 1502. I anslutning till universitetet finns flera naturvetenskapliga museer, bland andra Geiseltalmuseet med en omfattande samling fossil från brunkolslager i den närbelägna Geiseldalen. Några av de mest spektakulära utställda fynden är urhästen Propalaeotherium och krokodildjuret Pristichampsus.

## Näringsliv
Den största arbetsgivaren är Deutsche Post DHL. Chokladtillverkaren Halloren Schokoladenfabrik är Tysklands äldsta chokladfabrik och stadens mest berömda företag, och har här även ett chokladmuseum med fabriksförsäljning.

## Geografi
Halle ligger vid floden Saale som på en sträcka av 27 km passerar genom staden och fem slussar. Den största sjön heter Hufeisensee. Den högsta höjden är Grosse Galgenberg.

## Kommunikationer

### Vägtrafik

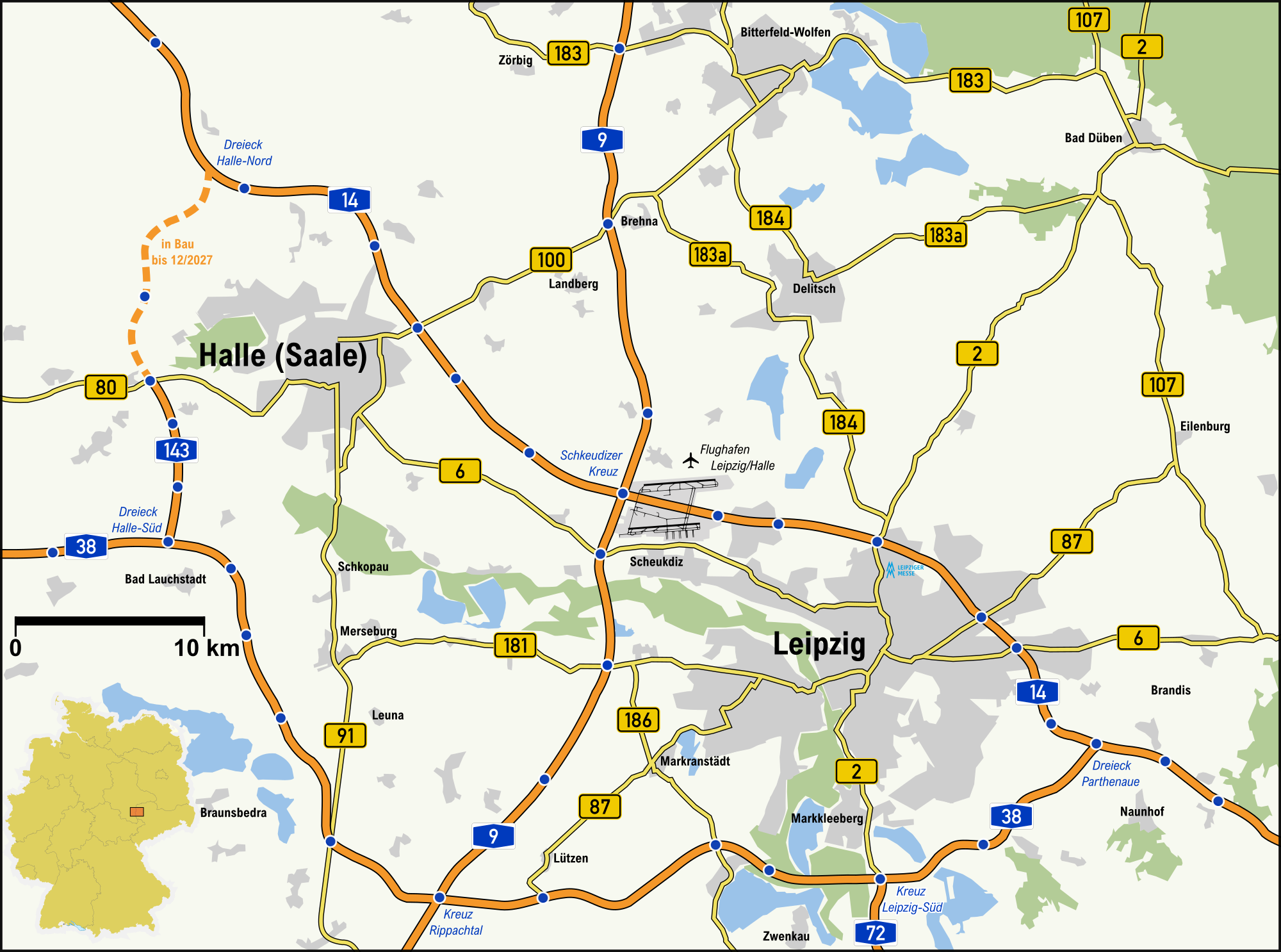
Större motorvägar och förbundsvägar omkring Halle och Leipzig.

Halle ligger innanför Mitteldeutsche Schleife, motorvägsringsystemet som omgärdar Halle och Leipzig. Detta utgörs av motorvägarna A9 mellan Berlin och München, A14 mellan Magdeburg och Nossen, A38 mellan Göttingen och Leipzig och förbindelsemotorvägen A143 (under konstruktion). Genom staden löper förbundsvägarna B6 (Bremen-Görlitz), B80 (Halle-Nordhausen), B91 (Halle-Zeitz) och B100 (Halle-Wittenberg). Genom sitt centrala läge i Tyskland har Halle därför bra fjärrförbindelser, medan infartslederna och broförbindelserna över Saale till stora delar är i behov av utbyggnad och upprustning.

### Järnvägstrafik

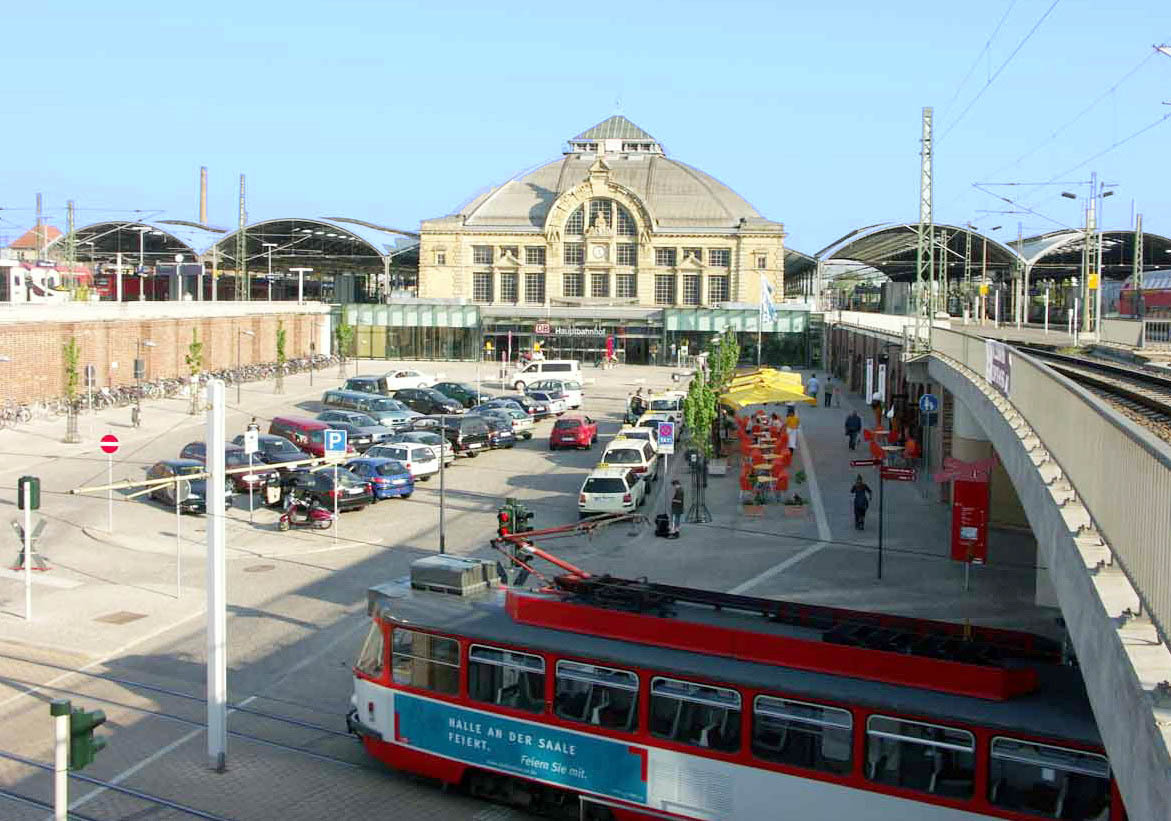
Halles centralstation

Halles centralstation är en av de viktigaste järnvägsknutarna i Sachsen-Anhalt. Härifrån utgår täta ICE-snabbtågsförbindelser mot Leipzig och Dresden, mot Magdeburg och Hannover, mot München, samt mot Erfurt och Frankfurt am Main. Dagligen passerar även ett direktsnabbtåg på linjen Stralsund-Berlin-Halle-Erfurt-Frankfurt am Main. Snabbtåg trafikerar även via Höghastighetslinjen Berlin–München. Många ytterligare fjärrförbindelser är tillgängliga via anslutning i Leipzig.
Regionaltågförbindelser finns mot Naumburg an der Saale – Erfurt – Eisenach, Köthen – Magdeburg, Sangerhausen – Nordhausen, Bitterfeld – Dessau, samt mot Wittenberg och Eilenburg.  Dessutom finns regionalexpressförbindelser mot Leipzig/Halles flygplats – Leipzig, Sangerhausen – Kassel, och Aschersleben – Halberstadt – Vienenburg – Goslar – Hannover.
Halles station är en nod i S-Bahn Mitteldeutschland med nio olika s-tågslinjer .

### Leipzig/Halle flygplats

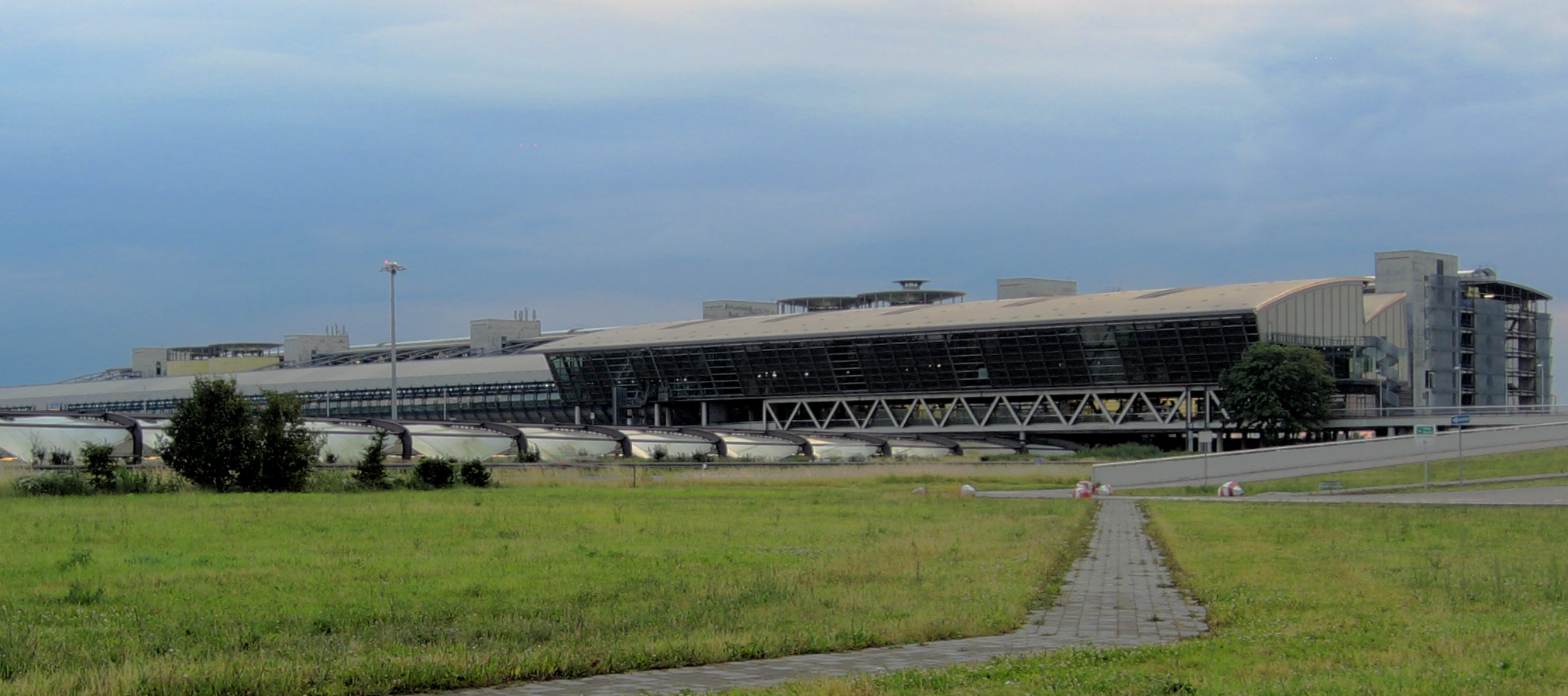
Leipzig/Halles flygplats

Halle delar sin internationella flygplats med grannstaden Leipzig, under namnet Leipzig/Halles flygplats (IATA-kod: LEJ), belägen i Schkeuditz utanför staden Delitzsch mellan Halle och Leipzig. Flygplatsen är Tysklands näst största flygplats inom fraktområdet och är det internationella transportföretaget DHL:s europeiska nav för flygfrakt.
Inom passagerarområdet är Leipzig/Halle Tysklands 14:e största flygplats, och trafikeras framförallt av inrikesflyg, europeiskt lågprisflyg och chartertrafik.

## Idrott
Under DDR-tiden spelade Chemie Halle i högsta fotbollsserien. Klubben heter idag Hallescher FC. 
Stadens hockeylag heter MEC Halle 04 (Saale Bulls).
Årligen arrangeras här Hallesche Werfertage, friidrottstävlingar med enbart kastgrenar där stora delar av världseliten deltar både på senior- och ungdomsnivå.

## Berömda invånare
- Wilhelm Friedemann Bach (1710–1784), kompositör.
- Christian Andreas Bernstein (1672–1699), teolog och psalmdiktare.
- Georg Cantor (1845–1918), matematiker, grundare av mängdläran.
- August Hermann Francke (1663–1727), teolog och pedagog, grundare av Franckesche Stiftungen i Halle.
- Hans-Dietrich Genscher (född 1927), liberal politiker (FDP), utrikesminister i Förbundsrepubliken Tyskland 1974–1992.
- Reinhard Heydrich (1904–1942), nazistisk politiker och militär, grundare av Sicherheitsdienst, ställföreträdande riksprotektor i Böhmen-Mähren 1941–1942.
- Georg Friedrich Händel (1685–1759), kompositör.
- Georg Listing (född 1987), basist i pop/rock-bandet Tokio Hotel.
- Georg Stahl (1659–1734), läkare och kemist.
- Richard von Volkmann (1830–1889), läkare och författare.
- Andreas Wank (född 1988), backhoppare.

## Vänorter
Halle an der Saale har följande vänorter:
- Grenoble, Frankrike, sedan 1976
- Jiaxing, Kina, sedan 2009
- Karlsruhe, Tyskland, sedan 1987
- Linz, Österrike, sedan 1975
- Savannah, Georgia, USA, sedan 2011
- Ufa, Ryssland, sedan 1997
- Uleåborg, Finland, sedan 1972

Halle an der Saale har även relationer med:
- Coimbra, Portugal, sedan 1976
- Hildesheim, Tyskland, sedan 1990

## Se även

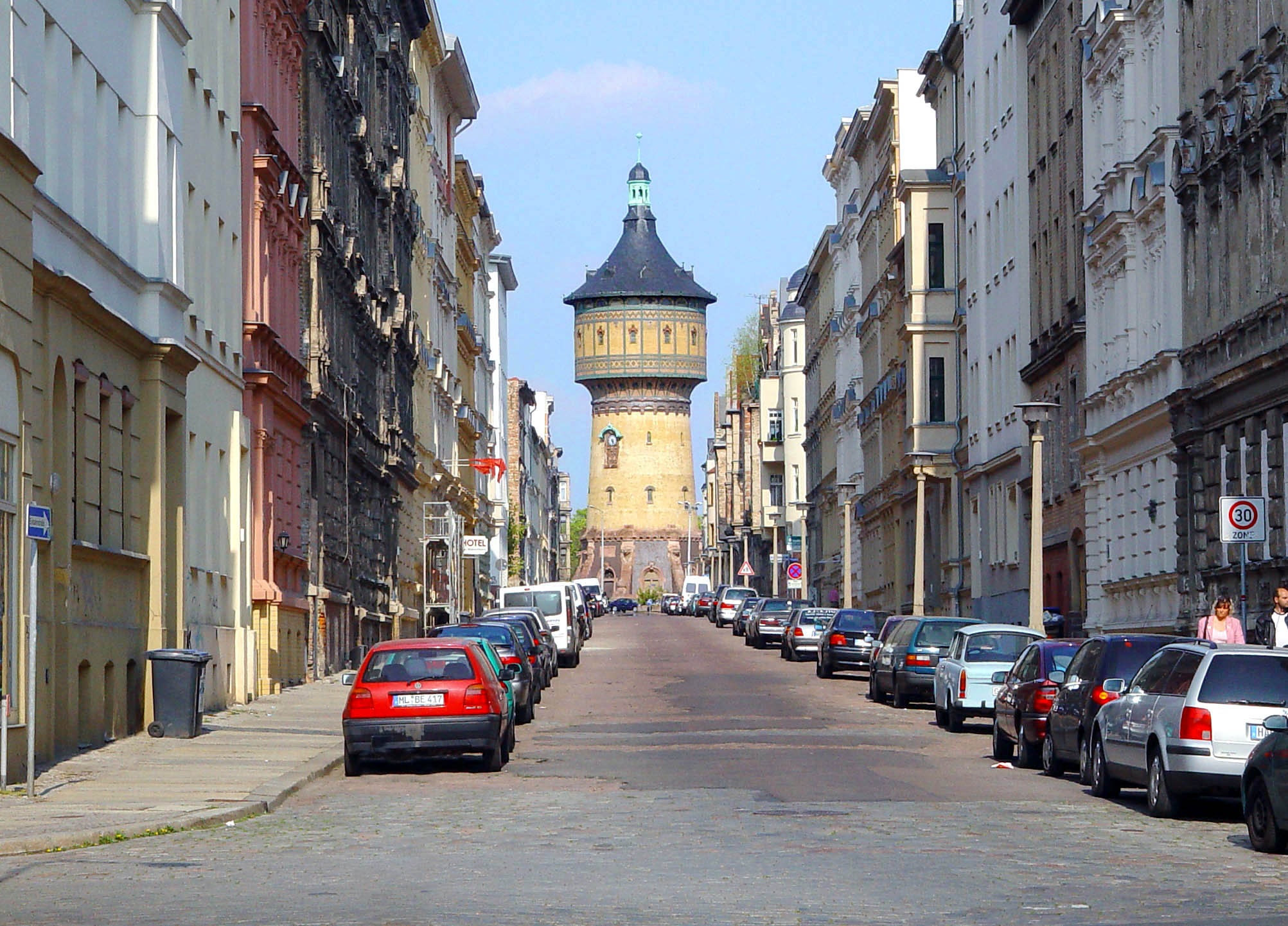
Vattentorn i Halle an der Saale